# Booz Allen Hamilton

Батьки-засновники зліва направо: Джордж Фрай, Едвін Буз, Карл Гамильтон і Джеймс Аллен

Booz Allen Hamilton Holding Corporation (неофіційно Booz Allen) — материнська компанія для Booz Allen Hamilton Inc., американської фірми управлінського консалтингу і консалтингу інформаційних технологій, штаб-квартира якої знаходиться в МакЛіне, штат Вірджинія, у Великому Вашингтоні, округ Колумбія, та має 80 офісів по всьому світу. Основною діяльністю компанії є надання консультаційних, аналітичних і інженерних послуг організаціям державного і приватного сектора, а також громадським організаціям.

## Історія

### Початок
Компанія, яка згодом стала Booz Allen, була заснована в 1914 році в Еванстоні, штат Іллінойс, коли випускник Північно-західного університету Едвін Буз заснував Службу Ділових Досліджень. Служба була ґрунтована на теорії Буза про те, що компанії будуть успішнішими, якщо вони зможуть звернутися до когось за межами своєї організації за експертною, неупередженою радою. Служба Буза притягнула ряд клієнтів, таких як Goodyear Tire & Rubber Company, Чиказька Union Stockyards and Transit Company і Canadian Pacific Railway.
Протягом наступних трьох десятиліть компанія зазнала ряд змін в назві і бізнес-моделях, в кінцевому підсумку зупинившись на Booz, Fry, Allen & Hamilton, названої на честь їх партнерства в 1936. Перед відходом Фрая в 1942 назва компанії було знову змінено на Booz Allen Hamilton.

### Післявоєнна епоха
В цілому, в післявоєнний період відбулися зміни в клієнтської структурі компанії: багато контрактів стали надходити від урядових установ і різних відомств збройних сил.
Едвін Буз помер в 1951 році. Свій перший міжнародний контракт компанія отримала два роки по тому, в 1953 році, щоб допомогти реорганізувати дані про землеволодіння для недавно створеного уряду Філіппін.
Партнерство було розформовано в 1962 році, і компанія була зареєстрована як приватна корпорація.
У 1998 році компанія Booz Allen Hamilton розробила для Управління податкової служби стратегію перерозподілу 100 000 співробітників в підрозділи, що займаються конкретними категоріями платників податків.

### 21 століття
Bloomberg назвав її «найприбутковішою шпигунською організацією в світі». Згідно зі статтею в журналі Information Week за 2002 рік, в штаті Booz Allen «більше тисячі колишніх співробітників розвідки». Згідно власним вебсайту компанії, в ній працює більше 10 000 співробітників, що пройшли перевірку на відповідність вимогам TS/SCI.
У 2008 комерційний підрозділ Booz Allen відокремився, утворивши компанію Booz & Company.
У 2010 вийшла на біржу з первинним розміщенням 14 000 000 акцій за ціною 17 доларів за акцію.
У 2012 придбала підрозділ ARINC по розробці і підтримці оборонних систем, додавши у свій штат близько 1 000 нових співробітників.
У 2013 придбана компанією PwC і перейменована в Strategy&. Відтоді компанія Booz Allen знову вийшла на комерційні ринки.
У 2014 придбала компанію Epidemico.
У 2015 придбав підрозділ по розробці програмного забезпечення технологічної компанії SPARC з Чарлстону (Південна Кароліна).
У 2017 придбала компанію eGov Holdings.
У 2018 SEC уклала з Booz Allen і Attain контракт на $2,5 млрд на модернізацію системи закупівель ІТ-послуг SEC.
У лютому 2020 року компанія стала основним постачальником послуг SEC по кібербезпеці, уклавши 10-річний контракт на суму $113 млн. В 2020 фінансовому році компанія отримала $4,4 млрд по федеральних облігаціях США.

## Дослідження і публікації
Компанії Booz Allen приписують розробку декількох концепцій бізнесу.
У 1957 Сем Джонсон, правнук засновника компанії S.C. Johnson & Son, і Конрад Джонс з Booz Allen опублікували статтю «Як організувати виробництво нових продуктів», в якій обговорювалися теорії управління життєвим циклом товару.
У 1958 Гордон Персон, заступник директора Управління спеціальних проектів ВМС США, і Біл Покок з Booz Allen Hamilton розробили техніку оцінювання та аналізу програм (PERT). У 1982 році Кит Олівер з Booz Allen ввів термін «Управління ланцюгом поставок». У 2013 році Марк Херман, Стефани Ривера, Стівен Миллс і Майкл Ким з Booz Allen опублікували Посібник з науки даних [Архівовано 4 липня 2021 у Wayback Machine.]. Друге видання було опубліковане в 2015 році. У 2017 році Джош Салливан і Анджела Зутаверн з Booz Allen опублікували книгу «Математична корпорація».

## Протиріччя і витоки

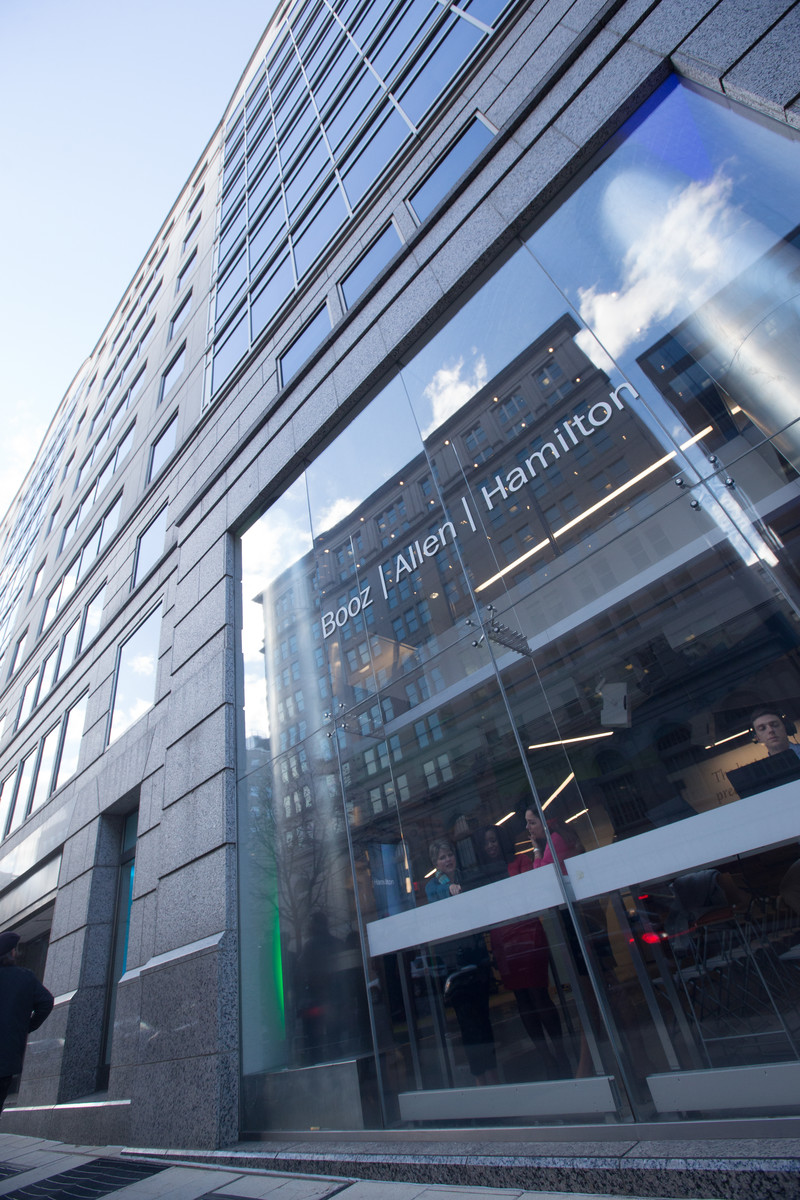
Офіс компанії Booz Allen, Вашингтон, округ Колумбія

### SWIFT
У 2006 році на прохання Робочої групи Статті 29 (консультативна група при Європейській комісії) Американська спілка захисту громадянських свобод (ACLU) і Міжнародна організація по захисту приватного життя (PI) провели розслідування державної програми США по нагляду за SWIFT і ролі компанії Booz Allen в ній. Після закінчення розслідування ACLU і PI склали меморандум, в якому поставили під сумнів етичність і законність дій урядового підрядника (в даному випадку Booz Allen) в якості аудитора урядової програми, коли цей підрядник активно співпрацює з тими ж агентствами по інших контрактах. Основним твердженням було те, що конфлікт інтересів можливо існує. Крім того, був зроблений висновок, що Booz Allen може бути співучасником програми (електронного спостереження за SWIFT), яка може бути визнана Європейською комісією незаконною.

### Національна безпека
28 червня 2007 року в газеті The Washington Post була опублікована стаття про те, як контракт Міністерства Національної безпеки США з компанією Booz Allen виріс з $2 млн доларів до більш ніж $70 млн завдяки двом контрактам без тендеру, один з яких був підписаний після того, як юридичний відділ МНБ порадив Міністерству не продовжувати контракт без проведення перевірки.
У звіті Рахункової Палати США (GAO) контракт був охарактеризований як недостатньо добре спланований і такий, що не має ніяких заходів для забезпечення гарантії виконання цінної роботи.
Елейн Дюк, головний фахівець із закупівель Департаменту, визнала наявність проблем з контрактом Booz Allen, але заявила, що ці питання вже вирішені. Вона виправдовувала рішення про укладення другого контракту без тендеру в 2005 році тим, що це було необхідно зробити для підтримки важливої розвідувальної діяльності до проведення конкурсу.

### Взлом Anonymous в 2011 році
11 липня 2011 року група Anonymous у рамках своєї операції AntiSec зламала сервери Booz Allen, отримавши електронну пошту і незасекречені паролі співробітників збройних сил США. Ця інформація і повний архів бази даних були поміщені у файл, викладений в загальний доступ на The Pirate Bay. Незважаючи на заяви Anonymous про те, що було обнародувано 90 000 електронних листів, Associated Press налічило тільки 67 000 унікальних листів, з яких тільки 53 000 були військовими адресами. Інші адреси були отримані від освітніх установ і оборонних підрядників.
Anonymous також заявили, що отримали доступ до чотирьох гігабайтів початкового коду Booz Allen і видалили ці чотири гігабайти. Згідно із заявою Anonymous, «ми проникли на сервер в їх мережі, де, по суті, не було ніяких заходів безпеки».
Anonymous звинуватили Booz Allen в співпраці з HBGary Federal, у створенні проєкту по маніпулюванню соціальними мережами. Anonymous також звинуватили Booz Allen в участі в програмах збору розвідданих і стеженні з боку федерального уряду США і, як заявив Кукил Бору з International Business Times, в «можливій незаконній діяльності». Компанія Booz Allen підтвердила факт вторгнення 13 липня, але спростувала затвердження Anonymous, заявивши, що атака не проникла далі за їх власні системи, що означає, що інформація від військових має бути у безпеці.
У серпні того ж року, під час телефонної конференції з аналітиками, Ральф Шрейдер, голова ради директорів і генеральний директор, заявив, що «вартість усунення наслідків і інших заходів, безпосередньо пов'язаних з атакою», не зробить «істотного впливу на наші фінансові результати».

### Витік інформації з PRISM
У червні 2013 року Едвард Сноуден — у той час співробітник компанії Booz Allen, що працював за контрактом над проектами Агентства національної безпеки (АНБ), — публічно розкрив подробиці секретних програм масового стеження і збору даних, включаючи PRISM. Передбачувані витоки, як затверджується, відносяться до найзначніших порушень в історії АНБ і викликали серйозне занепокоєння у всьому світі. Компанія Booz Allen назвала просочування інформації про діяльність PRISM такою, що «шокує» і «грубим порушенням кодексу поведінки і основних цінностей нашої фірми».
Незабаром після цього компанія заочно звільнила Сноудена, заявивши, що на той момент він пропрацював в компанії менше трьох місяців. Ринкові аналітики визнали інцидент «ганебним», але навряд чи він завдасть серйозного комерційного збитку. Компанія Booz Allen заявила, що працюватиме з владою і клієнтами над розслідуванням витоку. Чарльз Райли з CNN/Money заявив, що Booz Allen «намагається дистанціюватися від Сноудена».
За даними агентства Reuters, джерело, «детально знайоме з питанням», заявило, що фахівці компанії Booz Allen при прийомі на роботу виявили можливі невідповідності в резюме Сноудена відносно його освіти, оскільки деякі деталі «не були точно підтверджені», але все одно вирішили прийняти його на роботу; агентство Reuters заявило, що елемент, що викликав ці побоювання, або спосіб, яким Сноуден задовольнив ці побоювання, невідомі.
10 липня 2013 року ВПС США заявили, що очистили компанію Booz Allen від правопорушень, пов'язаних із справою Сноудена.

### Політичні внески
У 2013 році Девид Сирота з Salon заявив, що Booz Allen і материнська компанія The Carlyle Group роблять значні політичні внески в Демократичну і Республіканську партії, а також окремим політикам, включаючи Барака Обаму і Джона Маккейна. Сирота прийшов до висновку, що «багато хто з політиків, які зараз публічно захищають державну систему стеження і засуджують таких викривачів, як Сноуден, отримали величезні суми грошей від цих двох фірм», маючи на увазі Booz Allen і Carlyle, і що політичні партії "фінансуються цими фірмами ".
Згідно з даними Maplight, компанією, яка відстежує пожертвування на виборчі кампанії, Booz Allen дав в цілому трохи більше $81 000 американським законодавцям з 2007 по червень 2013 року. За даними CNBC, ці вклади привели до постійного потоку державних контрактів, що ставить Booz Allen в привілейоване положення. Завдяки тому, що компанія робить важливі урядові послуги, «уряд навряд чи дозволить компанії вийти з бізнесу. Вона занадто пов'язана, щоб потерпіти невдачу». Більше того, вплив Booz Allen у Вашингтоні не обмежується пожертвуваннями, але має велику мережу лобістів і політичних інсайдерів. За даними урядової організації OpenSecrets, «4 з 6 лобістів Booz Allen Hamilton в 2015—2016 роках раніше обіймали державні посади».

## Діяльність в зарубіжних країнах
У червні 2012 року компанія Booz Allen розширила свою діяльність в Північній Африці і на Близькому Сході, спочатку плануючи розгорнути діяльність в Кувейті, Омані, Катарі, Об'єднаних Арабських Еміратах. Пізніше компанія планувала розширити свою діяльність у Бахрейні, Саудівській Аравії і Туреччині в період, коли ці країни, по словах Джилл Р. Айторо з Washington Business Journal, " відновлювалися після безладів, пов'язаних з «арабською весною».
Компанія Booz Allen допомогла уряду Об'єднаних Арабських Еміратів створити еквівалент Агентства національної безпеки. За словами Девіда Е. Сенгера і Ніколь Перлрот з The New York Times, «один арабський чиновник, знайомий з цією роботою», сказав, що «вони вчать всьому. Видобуток даних, спостереження в Інтернеті, всі види збору цифрових розвідданих». У 2013 році Сангер і Перлрот заявили, що компанія «отримує величезний прибуток від свого розширення по всьому світу».
Компанія Booz Allen стала об'єктом пильної уваги в зв'язку з її зв'язками з урядом Саудівської Аравії і підтримкою, яку вона надає саудівським збройним силам. Поряд з конкурентами McKinsey & Company і Boston Consulting Group, Booz Allen розглядається як важливий фактор в прагненні наслідного принца Мухаммеда бін Салмана зміцнити владу в Королівстві. Що стосується військової сфери, Booz Allen наймає десятки відставних американських військових для навчання і консультування Військово-морські сили Саудівської Аравії і забезпечення матеріально-технічного постачання саудівської армії, але заперечує, що її досвід використовується Саудівською Аравією в війні в Ємені. Крім того, компанія уклала угоду з саудівським урядом, що передбачає захист і кібербезпеку урядових міністерств, причому експерти стверджують, що ці оборонні маневри легко можуть бути використані для нападу на дисидентів.

## Відомі співробітники і партнери (минулі і справжні)

### Бізнес
- Роберт Бакіш[en]: Президент і генеральний директор компанії Viacom.
- Сер (Френсіс) Крістофер Бьюкен Бланд[en]: Голова Royal Shakespeare Company і колишній голова British Telecommunications PLC[en].
- Арт Коллінз[en]: Голова і генеральний директор компанії Medtronic.[54]
- Патрік Горман: CISO Bank of America і Bridgewater Associates.
- Джоэл Куртцман: редактор-засновник журналу Korn Ferry's Briefings on Talent & Leadership, старший науковий співробітник Вортонської школи бізнесу, старший науковий співробітник Інституту Милкена.
- Рэймонд Джей Лейн: Генеральний партнер Kleiner Perkins Caufield & Byers; голова опікунської ради Університету Карнегі-Меллон, колишній президент і головний операційний директор корпорації Oracle[55] і голова ради директорів Hewlett-Packard.[56][57]
- Гретхен В. Макклейн: президент і генеральний директор Xylem Inc., колишній заступник адміністратора НАСА по космічних розробках.
- Крістофер Норт: генеральний директор компанії Shutterfly.
- Торстен Олтманнс: нині директор по глобальному маркетингу в Roland Berger Strategy Consultants і доцент Інсбруцького університету.[58]
- Тодд Парк: співзасновник і головний директор по розвитку компанії Athena Health і другий головний технічний директор в США.[59]
- Марк ДеСантис: генеральний директор ANGLE Technology Consulting and Management і колишній генеральний директор і президент Formation3 LLC.[60]
- Девен Шарма: Президент Standard & Poor's і віце-президент по глобальній стратегії в McGraw — Hill.[61]

### Уряд
- Венди Александер: Лідер Лейбористської партії і член шотландського парламенту (MSP).
- Тад Аллен: колишній адмірал Берегової охорони США.
- Патрік Горман: колишній керівник відділу стратегії і політики розвідувального співтовариства США і головний фахівець з інформаційних технологій розвідки.
- Майлз Коупленд-молодший: відомий співробітник Центрального розвідувального управління США (ЦРУ), який був одним із засновників Управління стратегічних служб (УСС) під керівництвом Вільяма Донована.
- Керол Джозеф Бобко: Офіцер ВПС США у відставці, колишній астронавт ВПС США і НАСА.[62]
- Ян Бжезинский: Заступник помічника міністра оборони США з питань Європи і політики НАТО з 2001 по 2005 рр.
- Олександр Люіс: Головний консультант по вибухових речовинах Управління спеціальних акцій, колишній Оператор бойових катерів, нагороджений бронзовою зіркою за доблесть під час служби в провінції Кандагар, Афганістан.
- Джеймс Р. Клэппер: Директор національної розвідки, у минулому заступник міністра оборони з питань розвідки, директор Національного агентства геопросторової розвідки, директор Розвідувального управління Міністерства оборони, генерал-лейтенант ВПС США.
- Кіт Р. Хол: Директор Національного розвідувального управління (1997—2001); раніше — виконавчий директор у справах розвідувального співтовариства.
- Стів Исаковиц: Фінансовий директор Міністерства енергетики. Колишній заступник адміністратора НАСА, 2002—2005 рр.[63]
- Уільям Б. Ленуар: Колишній астронавт НАСА.
- Джон М. Макконнелл: Директор національної розвідки (2007—2009); колишній директор Агентства національної безпеки (1992-96); вийшов у відставку в 1996 році в званні віце-адмірала ВМС США.[64]
- Тодд Парк, колишній Головний технологічний радник США (2012—2014 рр.) і колишній технічний директор Міністерства охорони здоров'я і соціальних служб.
- Зоран Йолевський : міністр оборони Північної Македонії.
- Томас С. Мурман-молодший: Командир Космічним командуванням ВПС (1990-92); заступник начальника штабу ВПС (1994—1997).
- Ендрю Тернбулл : Член Палати лордів (верхня палата парламенту); глава британської цивільної служби (2002—2005).
- Мелісса Хэтэуэй: Директор Національної ініціативи по кібербезпеці.
- Генерал Фредерік Френк Ворнер-молодший: Генерал армії США у відставці і колишній командир Південним штабом США.
- Джеймс Вулсі: Директор Центральної розвідки (1993-95 рр.)
- Кэрин Вагнер: колишній заступник міністра внутрішньої безпеки з питань розвідки і аналізу.
- Дов Закхайм: заступник міністра оборони (фінансовий контролер) (2001-04).
- Едвард Сноуден: співробітник і американський інформатор, який в 2013 році скопіював і злив особливо секретну інформацію Агентства національної безпеки (АНБ).